# Скеляр короткопалий
Скеляр короткопалий (Monticola brevipes) — вид горобцеподібних птахів родини мухоловкових (Muscicapidae). Мешкає в Південній Африці.

## Опис

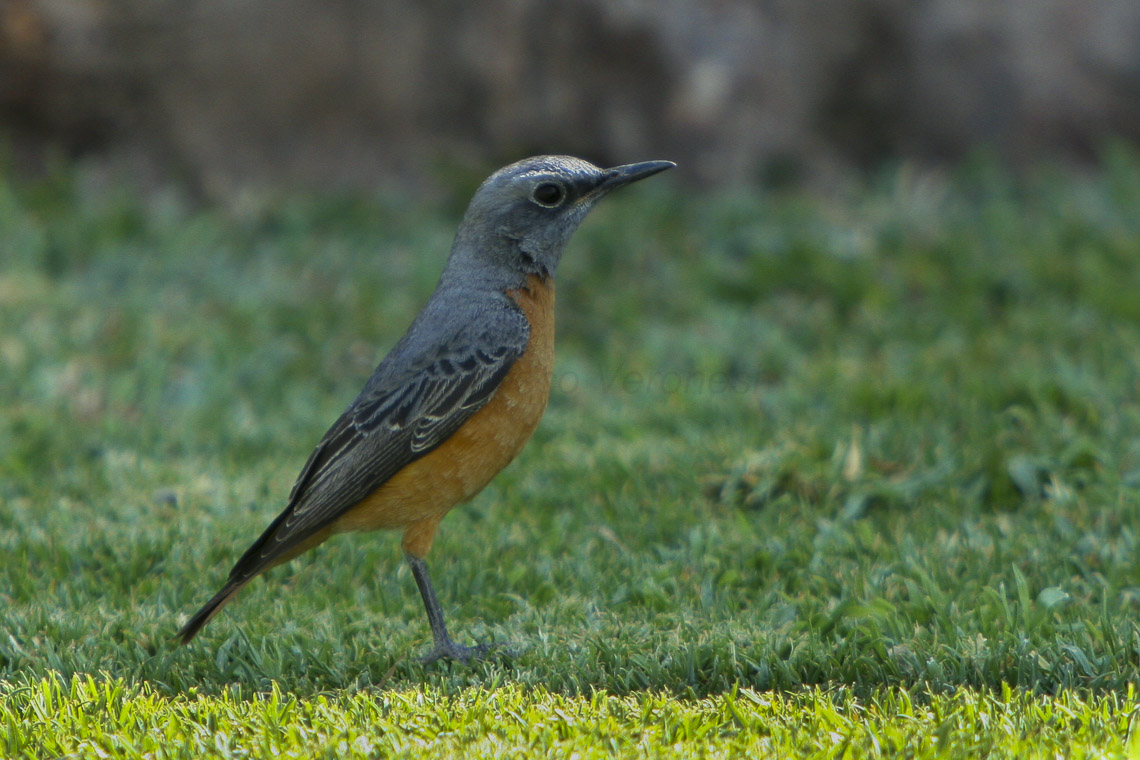
Короткопалий скеляр

Довжина птаха становить 16-18 см, вага 28-35 г. У самців верхня частина голови попелясто-білувата, решта голови сіра, над очима світлі "брови". Спина і крила темно-сірі, нижня частина тіла яскраво-оранжева. У самиць голова і крила блідо-коричнюваті, горло білувате, горло поцятковане світлими плямками. Нижня частина тіла помітно блідіша, ніж у самця. Лапи короткі.

## Підвиди
Виділяють два підвиди:
- M. b. brevipes (Vieillot, 1818) — західна Ангола, Намібія і північний захід ПАР;
- M. b. pretoriae Clancey, 1952 — південно-східна Ботсвана і центр ПАР.

## Поширення і екологія
Короткопалі скелярі мешкають в Анголі, Намібії, Ботсвані і Південно-Африканській Республіці. Вони живуть в сухих рідколіссях і чагарникових заростях фінбошу та на скелястих пустищах кару. Зустрічаються парами або розрізненими зграйками на висоті від 200 до 2200 м над рівнем моря. Живляться безхребетними, ягодами і насінням, шукають їжу на землі. Сезон розмноження в Намібії триває з жовтня по березень, в Ботсвані з серпня по грудень.